# Brug 1892
Brug 1892 is een bouwkundig kunstwerk in Amsterdam Nieuw-West.
Brug 1892 is de jongere broer/zuster van brug 729. Beide voet- en fietsbruggen leggen een verbinding tussen de parkeerplaats en het stationsplein van Station Amsterdam Lelylaan, maar zodoende ook tussen de Johan Jongkindstraat en Cornelis Lelylaan. Brug 729 doet dat al sinds 1986, toen het station geopend werd; brug 1892 pas sinds 1996. Ook brug 1892 is een vakwerkbrug over een afwateringstocht nog behorende bij het dijklichaam van de ringspoorbaan die hier ter plaatse afgegraven werd ten behoeve van de parkeerplaats.
<<< · 1800 · 1801 · 1802 · 1803 · 1804 · 1805 · 1806 · 1807 · 1808 · 1809 ·  1810 · 1811 · 1812 · 1813 · 1814 · 1815 · 1816 · 1818 · 1819 · 1820 · 1821 · 1822 · 1823 · 1824 · 1826 · 1827 · 1828 · 1829 · 1830 · 1831 · 1832 · 1833 · 1834 · 1835 · 1836 · 1837 · 1838 · 1839 · 1840 · 1841 · 1842 · 1843 · 1844 · 1845 · 1846 · 1847 · 1848 · 1849 · 1850 · 1851 · 1852 · 1853 · 1854 · 1855 · 1856 · 1857 · 1858 · 1859 · 1860 · 1861 · 1862 · 1863 · 1864 · 1865 · 1866 · 1867 · 1868 · 1869 ·  1870 · 1871 · 1872 · 1873 · 1874 · 1875 · 1876 · 1877 · 1879 ·  1880 · 1881 · 1882 · 1883 · 1884 · 1885 · 1886 · 1888 · 1889 · 1890 · 1891 · 1892 · 1893 · 1894 · 1895 · 1896 · 1897 · 1898 · 1899 · >>>
Brugnummers 1817, Brug 1819, 1820, 1825, 1878, 1887  zijn niet (meer) vergeven.